# Sabrina Stadelmann
Sabrina Stadelmann (* 8. August 1991 in Zürich) ist eine ehemalige Schweizer Duathletin und Triathletin.

## Werdegang
Sabrina Stadelmann wuchs mit vier Schwestern auf. Sie war in ihrer Jugend in Zürich mit einer Basketballmannschaft aktiv und seit 2012 startet sie im Triathlon. 
Im Juni 2017 wurde sie Vize-Europameisterin auf der Triathlon-Sprintdistanz in der Altersklasse 25–29.
Im April 2018 gewann sie auf Mallorca den Triathlon de Portocolom (500 m Schwimmen, 50 km Radfahren und 5 km Laufen).
Sabrina Stadelmann studierte an der Universität St. Gallen. Sie startet seit 2018 als Profi-Triathletin und wurde trainiert von Brett Sutton.
Bei der ETU-Europameisterschaft auf der Halbdistanz belegte sie im Juni 2021 im Rahmen der der Challenge Walchsee-Kaiserwinkl den 16. Rang.

2022 erklärte die 30-Jährige ihre aktive Zeit als Profi-Athletin für beendet.

## Sportliche Erfolge
| Datum/Jahr    | Rang | Wettbewerb                                           | Austragungsort | Zeit     | Bemerkung |
| ------------- | ---- | ---------------------------------------------------- | -------------- | -------- | --- |
| 27. Juni 2021 | 16   | ETU Middle Distance Triathlon European Championships | Walchsee       | 04:31:12 | ETU-Europameisterschaft auf der Halbdistanz bei der Challenge Walchsee-Kaiserwinkl                                                       |
| 25. Aug. 2019 | 1    | Internationaler Uster Triathlon                      | Uster          |          | Mitteldistanz |
| 27. Jan. 2019 | 4    | Ironman 70.3 South Africa                            | East London    | 04:52:14 | |
| 19. Aug. 2018 | 3    | Ironman 70.3 Bintan                                  | Bintan         | 04:41:05 | |
| 8. Apr. 2018  | 1    | Triathlon de Portocolom                              | Portocolom     | 02:08:33 | Siegerin auf Mallorca auf der Kurzdistanz                                                                                                |
| 9. Sep. 2017  | 35   | Ironman 70.3 World Championships                     | Chattanooga    | 04:53:36 | |
| 25. Juni 2017 | 2    | ETU Sprint Triathlon European Championship 25–29     | Düsseldorf     | 01:14:36 | Triathlon-Vize-Europameisterin Sprintdistanz (750 m Schwimmen, 20 km Radfahren und 5 km Laufen) hinter der Österreicherin Anna Przybilla |
| 27. Aug. 2016 | 3    | Ironman 70.3 Vichy                                   | Vichy          |          | |

(DNF – Did Not Finish)